# Absolute Greatest
Absolute Greatest è una compilation del gruppo musicale britannico Queen, pubblicato l'11 novembre 2009.

## Storia
Distribuito per il mercato giapponese, il disco contiene 20 dei loro successi e, per la prima volta, il disco è disponibile in diversi formati: CD singolo, edizione speciale con 2 CD con commenti audio di Brian May e Roger Taylor, versione da 2 CD con un libro a copertina rigida da 52 pagine, download digitale e box set contenente tre vinili. Ogni traccia è stata rimasterizzata dal nastro originale.
Il sito ufficiale dei Queen dava l'opportunità di vincere dei premi, qualora indovinassero il piazzamento di ogni singola traccia dell'album. I vincitori, infine, furono scelti in maniera del tutto casuale.

## Tracce
1. We Will Rock You – 2:02 (Brian May)
2. We Are the Champions – 3:01 (Freddie Mercury)
3. Radio Ga Ga – 5:48 (Roger Taylor)
4. Another One Bites the Dust – 3:34 (John Deacon)
5. I Want It All (Single Version) – 4:00 (Brian May)
6. Crazy Little Thing Called Love – 2:44 (Freddie Mercury)
7. A Kind of Magic – 4:22 (Roger Taylor)
8. Under Pressure – 4:06 (Queen, David Bowie)
9. One Vision (Single Version) – 3:58 (Queen)
10. You're My Best Friend – 2:52 (John Deacon)
11. Don't Stop Me Now – 3:31 (Freddie Mercury)
12. Killer Queen – 2:58 (Freddie Mercury)
13. These Are the Days of Our Lives – 4:16 (Roger Taylor)
14. Who Wants to Live Forever (edit) – 4:55 (Brian May)
15. Seven Seas of Rhye – 2:44 (Freddie Mercury)
16. Heaven for Everyone (Single Version) – 4:37 (Roger Taylor)
17. Somebody to Love – 4:48 (Freddie Mercury)
18. I Want to Break Free – 4:22 (John Deacon)
19. The Show Must Go On – 4:27 (Brian May)
20. Bohemian Rhapsody – 5:56 (Freddie Mercury)

Performance live in streaming (bonus)
1. White Queen  (Live in Londra al Rainbow 1974)
2. Killer Queen (Live in Londra all'Earls Court 1977)
3. You Take My Breath Away (Live in Londra all'Earls Court 1977)
4. The Millionaire Waltz (Live in Houston al The Summit 1977)
5. My Melancholy Blues (Live in Houston al The Summit 1977)
6. Dreamer's Ball (Live in Parigi al Pavillon de Paris 1979)
7. We Will Rock You (fast) (Live in Tokyo al Nippon Budokan 1979)
8. Let Me Entertain You (Live in Tokyo al Nippon Budokan 1979)
9. I'm in Love with My Car (Live in Londra all'Hammersmith Odeon 	1979)
10. Now I'm Here (Live in Londra all'Hammersmith Odeon 1979)
11. Save Me (Live in Montréal al Montreal Forum 1981)
12. Somebody to Love (Live in Milton Keynes al National Bowl 1982)
13. Tie Your Mother Down (Live in Rio de Janeiro al Rock in Rio 1985)
14. Love of My Life (Live in Rio de Janeiro al Rock in Rio 1985)
15. One Vision (Live in Londra al Wembley Stadium 1986)
16. In the Lap of the Gods (Live in Londra al Wembley Stadium 1986)
17. We Are the Champions (Live in Londra al Wembley Stadium 1986)
18. We Will Rock You (Live in Budapest al Népstadion 1986)

## Versioni
La raccolta è commercializzata in 4 differenti versioni:
- CD singolo: contenente l'intera scaletta (possibile anche download digitale)
- CD doppio: contiene un primo CD con l'intera scaletta e un CD extra con il commento audio di Brian May e Roger Taylor con aneddoti sulle canzoni dell'album (possibile download digitale)
- Vinil box set: box contenente 3 LP, un libro fotografico di 16 pagine e l'accesso esclusivo a 20 canzoni live in streaming
- CD book set: contiene i due CD e in più:
  - un libro formato A4 con copertina rigida contenente 52 fotografie
  - foto rare, memorabilia e immagini dei testi scritti a mano
  - accesso esclusivo a 20 canzoni live in formato streaming

## Classifiche
| Classifica        | Posizione |
| ----------------- | --------- |
| Regno Unito       | 3         |
| Portogallo        | 4         |
| Svezia            | 5         |
| Danimarca         | 6         |
| Norvegia          | 6         |
| Nuova Zelanda     | 6         |
| Austria           | 10        |
| Svizzera          | 15        |
| Belgio (Fiandre)  | 15        |
| Australia         | 18        |
| Spagna            | 20        |
| Messico           | 22        |
| Belgio (Vallonia) | 22        |
| Germania          | 23        |
| Polonia           | 24        |
| Finlandia         | 27        |
| Paesi Bassi       | 36        |

## Formazione
Gruppo
- Freddie Mercury - voce, pianoforte, sintetizzatore, chitarra ritmica in Crazy Little Thing Called Love
- Brian May - chitarra solista, sintetizzatore, cori; seconda voce in I Want It All, voce principale in Who Wants to Live Forever
- John Deacon - basso, sintetizzatore, cori, pianoforte elettrico in You're My Best Friend
- Roger Taylor - batteria, percussioni, sintetizzatore, cori

Altri musicisti
- David Bowie in Under Pressure
- Fred Mandel in Radio Ga Ga e I Want to Break Free
- National Philharmonic Orchestra and Michael Kamen in Who Wants to Live Forever